# Empowerment
Mit Empowerment (zu englisch empowerment „Ermächtigung, Übertragung von Verantwortung“) bezeichnet man Strategien und Maßnahmen, die den Grad an Autonomie und Selbstbestimmung im Leben von Menschen oder Gemeinschaften erhöhen sollen und es ihnen ermöglichen, ihre Interessen (wieder) eigenmächtig, selbstverantwortlich und selbstbestimmt zu vertreten („Hilfe zur Selbsthilfe“). Empowerment bezeichnet dabei sowohl den Prozess der Selbstermächtigung (Emanzipation) als auch die professionelle Unterstützung der Menschen, ihr Gefühl der Macht- und Einflusslosigkeit (powerlessness, „gesellschaftspolitische Ohnmacht“) zu überwinden und ihre Gestaltungsspielräume und Ressourcen wahrzunehmen und zu nutzen.
Voraussetzungen für Empowerment innerhalb einer Organisation sind eine Vertrauenskultur und die Bereitschaft zur Delegation von Verantwortung auf allen Hierarchieebenen, eine entsprechende Qualifizierung und passende Kommunikationssysteme.
Der Begriff Empowerment wird auch für einen erreichten Zustand von Selbstverantwortung und Selbstbestimmung verwendet; in diesem Sinn wird im Deutschen Empowerment gelegentlich auch als Selbstkompetenz bezeichnet.
Der Begriff Empowerment entstammt der US-amerikanischen Gemeindepsychologie und wird mit dem Sozialwissenschaftler Julian Rappaport (1985) in Verbindung gebracht.
Empowerment bildet in der Sozialen Arbeit einen Arbeitsansatz ressourcenorientierter Intervention. Im Umfeld politischer Bildung und demokratischer Erziehung wird Empowerment als Instrument betrachtet, die Mündigkeit des Bürgers/der Bürgerin zu erhöhen (siehe z. B. Organizing). Empowerment ist auch ein Schlüsselbegriff in der Diskussion um die Förderung des bürgerschaftlichen Engagements. Empowerment als Konzept, das sich durch eine Abwendung von einer defizitorientierten hin zu einer stärkenorientierten Wahrnehmung auszeichnet, findet sich zunehmend auch in Managementkonzepten, in der Erwachsenen- und Weiterbildung, in der narrativen Biografiearbeit und der Selbsthilfe. Empowerment/Befähigung ist ein zentrales Konzept der Gesundheitsförderung.

## Empowerment in der Sozialen Arbeit

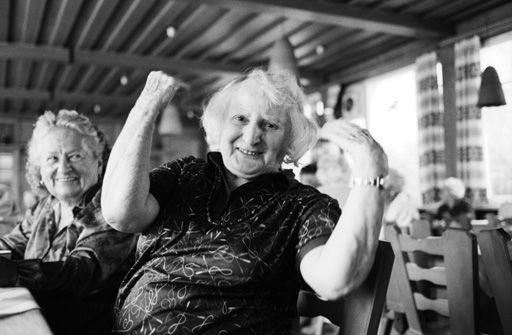
Empowerment in der Seniorenarbeit in einem Altenheim in München

Das Konzept des Empowerment stellt dem in der Sozialen Arbeit noch immer verbreiteten defizitären Blickwinkel auf eine mit Mängeln behaftete Klientel (Mängelwesen) eine Ausrichtung auf die Potenziale und Ressourcen der Menschen gegenüber. Im Vordergrund dieses Ansatzes steht die Stärkung (noch) vorhandener Potenziale und die Ermutigung zum Ausbau dieser Möglichkeiten. Empowerment im sozialpädagogischen Handlungsfeld versucht also Menschen bei der (Rück-)Gewinnung ihrer Entscheidungs- und Wahlfreiheit, ihrer autonomen Lebensgestaltung zu unterstützen und sie zur Weiterentwicklung zu motivieren. Soweit es sich um die Arbeit mit zum Beispiel alten Menschen, Menschen mit Behinderungen und Menschen mit einer psychischen Erkrankung handelt, kann Empowerment bis zu einem höchst möglichen Maß an Autonomie führen und die Betroffenen immer wieder motivieren, über erlebte und selbst gesetzte Grenzen hinauszugehen.
In der Sozialen Arbeit liegt das Hauptaugenmerk oft auf der subjektzentrierten bzw. gruppenbezogenen Ebene. Es ist im Hinblick auf bestimmte Personenkreise (zum Beispiel Menschen mit geistiger Behinderung) unerlässlich, auch auf der institutionellen sowie auf der sozialpolitischen Ebene zu arbeiten. Es geht hierbei vorrangig um die Schaffung demokratischer Strukturen und den Abbau von Hierarchien in den Institutionen (zum Beispiel Wohnheimen für Menschen mit geistiger Behinderung) und darüber hinaus um die Schaffung von Möglichkeiten zur Mitgestaltung und Einflussnahme auf politischer Ebene. Professionelle Soziale Arbeit stellt sich hierbei als koordinierende und vermittelnde Unterstützung in Zusammenwirkung mit den Betroffenen dar.
In sozialarbeitswissenschaftlichen Studiengängen wird das Thema Empowerment bisher selten explizit als Schwerpunkt vermittelt. Ausnahmen bilden z. B. ein Zertifikatskurs der Alice-Salomon-Hochschule Berlin oder der Master-Studiengang „Empowerment Studies“ an der Fachhochschule Düsseldorf.

## Empowerment in der medizinischen Behandlung/Therapie
Empowerment wird im medizinischen Alltag mittlerweile häufig verwendet. Über 90 % von befragten Fachpersonen konnten die Bedeutung jedoch in der deutschen Sprache nicht verständlich bzw. korrekt erklären. Um diesen Begriff im allgemeinen Sprachgebrauch klarer zu deklarieren, hat die Arbeitsgruppe „Konkretisierung Reformansätze – Spezialisierungen – GuK“ (BGM) in Wien eine einfache, zusammenfassende Definition erstellt: „Empowerment ist die Förderung der Fähigkeit für selbständiges/selbstbestimmtes Handeln“ (Ressourcenförderung/Motivation/Partizipation).

## Empowerment und neues bürgerschaftliches Engagement
In der Diskussion um das neue bürgerschaftliche Engagement als moderner Variante des Ehrenamtes wird großer Wert auf die Förderung der Selbstkompetenz der Bürger und Bürgerinnen gelegt. Das ehrenamtliche Engagement soll sich nicht mehr durch unbezahlte Arbeit und „Ehre“ durch die Übernahme von Ämtern in Vereinen und Verbänden definieren, sondern soll dem engagierten Mitbürger eine Plattform bieten, seine Belange selbst in die Hand zu nehmen (siehe auch Community Organizing). Nach den Jahrzehnten der staatlichen Rundumversorgung und der Ausbreitung des Expertentums, in denen der Gestaltungsspielraum des Laien, des normalen Bürgers, außerhalb seiner Privatsphäre immer mehr eingeschränkt wurde, soll jetzt eine Rückbesinnung auf die Laienkompetenzen erfolgen und der Beitrag der Bürger zur Lösung von gesellschaftlichen Problemen gewürdigt werden. Bürgerschaftliches Engagement soll dem Einzelnen die Möglichkeit bieten, wieder gestaltend in der Gemeinschaft mitzuwirken und über diese Tätigkeit seine Kompetenzen zum Beispiel durch Weiterbildung zu vergrößern.

## Empowerment am Arbeitsplatz
Zunehmend findet die Idee des Empowerment auch Eingang in Managementkonzepte. In diesem Kontext beinhaltet Empowerment Ansätze zur stärkeren Beteiligung und Einbindung der Mitarbeiter, um ihre Aufgaben möglichst eigenständig und eigenverantwortlich bewältigen zu können. Als „Empowerment-Zirkel“ wird der stärkenorientierte Ansatz hier zu einem Instrument der Organisationsentwicklung. Die fachübergreifend organisierten Empowerment-Teams haben als Weiterentwicklung der Qualitätszirkel eine Verbesserung der Organisationskultur, eine Stärkung der Motivation und der Fähigkeiten der Mitarbeiter zum Ziel. Durch flache Hierarchien, Partizipation an Entscheidungen, Öffnung von Gestaltungsräumen, eine positive, anerkennende Teamkultur, Selbstevaluation, Übernahme von Verantwortung (auch für Ergebnisse), mehr Selbstbestimmung und ständiges Weiterlernen soll eine subjektive Arbeitszufriedenheit der Mitarbeiter bewirkt werden, die eine optimale Nutzung der vorhandenen Potenziale und Fähigkeiten erlaubt. Dabei kann das Wissensmanagement einen wesentlichen Beitrag leisten, um Mitarbeiterbeteiligung als Führungsprinzip zu realisieren, zum Beispiel durch die Schaffung von Wissensgemeinschaften. Eine wissenschaftliche Studie hat ergeben, dass Mitarbeiter umso innovativer sind, je selbstbestimmter sie handeln können.
Dabei ist jedoch darauf zu achten, dass der einzelne Mitarbeiter auch die Fähigkeiten hat, der ihm übertragenen Verantwortung gerecht zu werden. Ansonsten bestünde die Gefahr der Überforderung oder Handlungslethargie. Ziel dieser Aktivitäten ist es unter anderem, Kontrollkosten einzusparen, die durch das selbständige und eigenmotivierte Agieren des Arbeitnehmers wegfallen.
Empowerment der Mitarbeiter setzt eine Vertrauenskultur der Organisation und ein angemessenes Informations- und Kommunikationssystem voraus.
Auch die Fluktuation von Mitarbeitern kann durch Empowerment gesenkt werden.

## Community Empowerment
Lokale Selbsthilfeprojekte oder genossenschaftliche Formen der lokalen Problembewältigung wie etwa die indonesischen Abfallbanken werden zunehmend als Maßnahmen des Community Empowerment verstanden.

## Information Security Empowerment
In der Informationssicherheit ist Empowerment ein auf ältere Ansätze zur sicherheitsbezogenen Sensibilisierung (Awareness) folgendes Modell für die Befähigung von Privatanwendern sowie Mitarbeitern und Führungskräften in Unternehmen und Organisationen, souverän mit den Risiken der IT-gestützten Kommunikation umzugehen und in ihrem Einflussbereich dabei auch Verantwortung zu übernehmen. Das Empowerment soll in diesem Fall unter anderem mangelnde Erfahrung mit Bedrohungen aus Internet, E-Mail und anderen modernen Kommunikationskanälen ausgleichen.

## Kritik
Der Düsseldorfer Soziologe Norbert Herriger kritisiert aus gesellschaftlicher Sicht Empowerment als eine "neoliberale Umarmung", einhergehend mit einem radikalen Umbau sozialstaatlicher Strukturen. Empowerment als Selbstoptimierung greife die Politik als aktivierenden Sozialstaat auf und setze alle Bemühungen auf Arbeitsmarktintegration durch Förderung von Qualifikationen, Konkurrenzvermögen und Eigenverantwortung (employability). „Diese 'Politik der Aktivierung' kennt vor allem eine Strategie: mehr Markt. […] Die Konzepte Chancengerechtigkeit, Qualifikation und Eigenverantwortung werden so zu Schlüsselthemen dieses neuen sozialpolitischen Referenzrahmens.“ Nach Herriger ist der Empowerment-Begriff fester Bestandteil der Reformrhetorik sozialpolitischer Akteure.
Sozialpsychologisch geht paradoxerweise der Feststellung, dass eine bestimmte Gruppe Empowerment benötigt, dass also ihr Selbstwertgefühl auf Basis der Bewusstmachung ihrer Stärken gefestigt werden muss, stets eine Defizitdiagnose seitens der mit den Problemen dieser Gruppe befassten Experten voraus. Die grundsätzliche Asymmetrie der Beziehung zwischen Experten und Klienten wird durch Empowerment meist nicht in Frage gestellt.
Es sei kritisch zu betrachten, inwieweit der Empowerment-Ansatz wirklich auf alle Klienten anwendbar ist, meint der Gemeinde-Psychologe Albert Lenz. Es stelle sich besonders die Frage, ob sich psychisch kranke Menschen in akuten Krisensituationen in der Lage sehen, eigenständige Entscheidungen zu treffen. Nach Albert Lenz verhalten sich Menschen in akuten Krisensituationen vorrangig regressiv und geben die Verantwortung an die Fachkräfte ab.

## Einzelbelege
1. ↑  Sven Brandes / Wolfgang Stark: Empowerment/Befähigung (2016). In: Bundeszentrale für gesundheitliche Aufklärung (Hrsg.): Leitbegriffe der Gesundheitsförderung - Online-Glossar. doi:10.17623/bzga:224-i010-1.0.
2. ↑  Theunissen, Plaute: Handbuch Empowerment und Heilpädagogik. 2002, S. 40 ff.
3. ↑   Empowermentorientierte Krisenintervention (Memento vom 19. Februar 2011 im Internet Archive)
4. ↑  Empowerment Studies (Memento vom 27. September 2010 im Internet Archive)
5. ↑  Archivierte Kopie (Memento vom 1. März 2014 im Internet Archive) empowerment.de, gefunden am 22. Februar 2014
6. ↑  Kollaboratives und virtuelles Ideenmanagement, abgerufen am 23. November 2014
7. ↑  Lernen und Wissensmanagement in Empowermentprozessen, abgerufen am 23. November 2014, Abschnitt 2.1 (Memento vom 29. November 2014 im Internet Archive)
8. ↑  Carsten C. Schermuly: Empowerment (Memento vom 9. März 2015 im Internet Archive). In: Psychologie heute 12/2013, abgerufen am 23. November 2014.
9. ↑  Rita Kurre und Nadja Tolksdorf: Mitarbeiterbindung – Faktoren zur Gestaltung der Arbeitsumgebung (Memento vom 5. März 2014 im Internet Archive). 2012, S. 25, gefunden am 22. Februar 2014.
10. ↑  Urs E. Gattiker: Why information security awareness initiatives have failed and will continue to do so. (PDF; 279 kB) Präsentation auf der govcert.nl 2007 conference.
11. ↑  Axel Mario Tietz, Johannes Wiele: Awareness ist nur ein Anfang. In: Informationsdienst IT-Grundschutz. Nr. 5/6, Mai 2009, ISSN 1862-4375, S. 28–30.
12. ↑  Norbert Herriger: Empowerment-Landkarte: Diskurse, normative Rahmung, Kritik. In: APuZ - Aus Politik und Zeitgeschichte. Bundeszentrale für politische Bildung, 18. März 2014, abgerufen am 19. März 2025.
13. ↑  heilpaedagogik-info.de
14. ↑  Albert Lenz: Empowerment und Ressourcenaktivierung – Perspektiven für die psychosoziale Praxis.